# Privalj
Privalj je naseljeno mjesto u gradu Širokom Brijegu, Federacija Bosne i Hercegovine, BiH. Nalazi se na križanju magistralne ceste Široki Brijeg - Posušje i odvojka prema Grudama.

## Stanovništvo

### 1991.
Nacionalni sastav stanovništva 1991. godine, bio je sljedeći:
ukupno: 369
- Hrvati - 369 (100%)

### 2013.
Nacionalni sastav stanovništva 2013. godine, bio je sljedeći:
ukupno: 413
- Hrvati - 413 (100%)